# Vågå
Vågå —pronunciació AFI: ˈʋoːɡoː— és un municipi del comtat d'Innlandet, Noruega. És part del districte tradicional de Gudbrandsdal i té una població de 3.675 habitants segons el cens de 2015. El municipi posseeix 1330 km² de superfície i el seu centre administratiu és el poble de Vågåmo.
La parròquia de Vaage es va establir com a municipi l'1 de gener de 1838. Les àrees de Sel i Heidal van ser separades del municipi de Vågå i es van convertir en municipis autònoms l'1 de gener de 1908.

## Informació general

### Nom
S'han suggerit dos orígens diferents pel nom de Vågå:
- Pot provenir de la paraula vega, del nòrdic antic, que significa «viatge». La localitat es troba sobre una antiga ruta est-oest que s'esmenta en la Crònica dels reis nòrdics.
- La forma en nòrdic antic pot provenir de Vaga -en els casos d'acusatiu i datiu- de la paraula Vagi -nominatiu-. És probable que originalment fos el nom del llac Vågåvatn, però el significat es desconeix -potser derivi de vage, que significa «trineu», ja que la forma del llac és similar a la d'un trineu.[1]

Abans del 1918, el nom s'escrivia Vaage. El 1918, es va canviar a Vaagaa, i l'any 1921 la seva escriptura es va canviar novament per Vågå. La lletra å és una vocal llarga que equivaldria a una o tancada catalana, com la de cotxe, per exemple.

### Escut
L'escut és relativament modern, establert el 23 d'agost de 1985. Aquest escut mostra un ren daurat sobre un fons vermell. Aquest està basat en un personatge del llibre d'Henrik Ibsen Peer Gynt, qui travessa les muntanyes de Besseggen sobre un ren. Ibsen es va inspirar per a fer aquest llibre en una història local. (Vegeu també: escut d'Eidfjord, de Porsanger, de Rendalen, de Tromsø i de Vadsø)

## Geografia

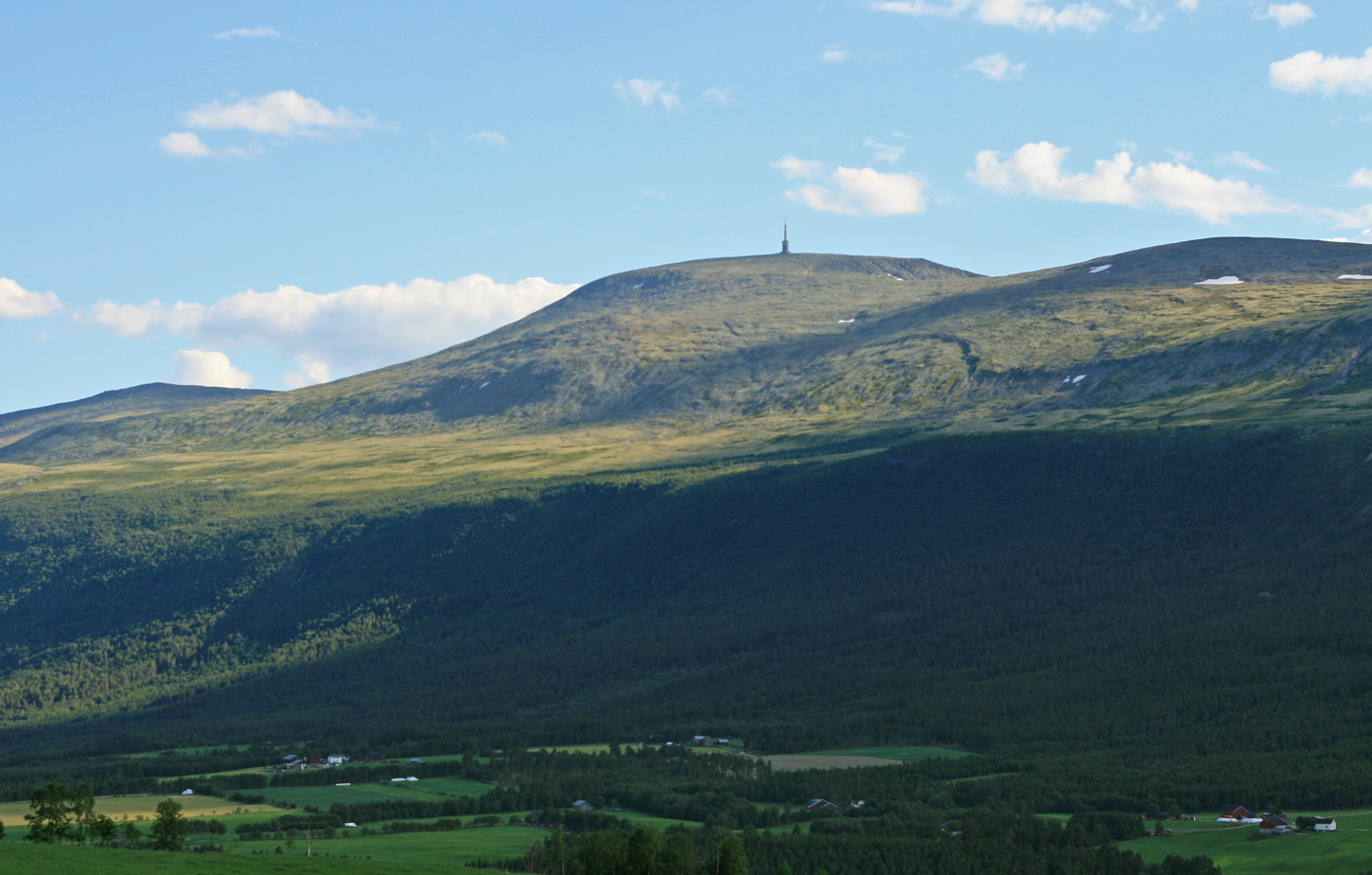
Jetta

Vågå limita al nord amb el municipi de Lesja, a l'est amb Dovre i amb Sel, al sud-est amb Nord-Fron, al sud amb Vang i amb Øystre Slidre i a l'est amb Lom.
El municipi de Vågå es troba en una regió muntanyosa just al nord del Parc Nacional de Jotunheimen, a l'oest del Parc Nacional de Rondane i al sud de les muntanyes Dovrefjell. El pic més alt és l'Surtningsuen, amb una altitud de 2.368 metres. Des de Vågå hi ha un camí cap al cim de la muntanya Jetta, que posseeix 1.618 metres d'altitud oferint una vista clara de la vall de Gudbrandsdal i dels parcs nacionals dels voltants.
El riu Otta comença al municipi de Skjåk i desemboca al llac Vågåvatn. A la sortida de Vågåvatn per Vågåmo, el riu continua el seu curs a través de la vall d'Ottadalen i, d'aquesta manera, el municipi de Vågå es troba amb el Gudbrandsdalslågen a Otta, al municipi de Sel. Entre els llacs d'aquesta regió es troba el Flatningen.
Les àrees urbanes en Vågå són els pobles de Vågåmo i Lalm.

### Clima
Vågå es troba a l'ombra orogràfica de les muntanyes Jotunheimen que separen l'est de l'oest de Noruega. Per aquesta raó, la zona es caracteritza per tenir un clima continental. Predominen els estius càlids, els hiverns freds i les precipitacions són escasses. De fet, alguns anys les precipitacions no arriben als 300 mm.
Aquest clima continental sec converteix Vågå en el lloc ideal per a ser el centre nacional d'ala delta i parapent de Noruega.
| Dades climàtiques a Vågå           | Dades climàtiques a Vågå | Dades climàtiques a Vågå | Dades climàtiques a Vågå | Dades climàtiques a Vågå | Dades climàtiques a Vågå | Dades climàtiques a Vågå | Dades climàtiques a Vågå | Dades climàtiques a Vågå | Dades climàtiques a Vågå | Dades climàtiques a Vågå | Dades climàtiques a Vågå | Dades climàtiques a Vågå | Dades climàtiques a Vågå |
| Mes                                | gen                      | febr                     | març                     | abr                      | maig                     | juny                     | jul                      | ag                       | set                      | oct                      | nov                      | des                      | anual                    |
| ---------------------------------- | ------------------------ | ------------------------ | ------------------------ | ------------------------ | ------------------------ | ------------------------ | ------------------------ | ------------------------ | ------------------------ | ------------------------ | ------------------------ | ------------------------ | ------------------------ |
| Mitjana diària °C (°F)             | −9.7 (14.5)              | −8.6 (16.5)              | −3.3 (26.1)              | 2.1 (35.8)               | 8.2 (46.8)               | 12.5 (54.5)              | 13.9 (57)                | 12.8 (55)                | 8.2 (46.8)               | 3.5 (38.3)               | −3.0 (26.6)              | −7.3 (18.9)              | 2.4 (36.3)               |
| Precipitació mitjana mm (polzades) | 24 (0.94)                | 16 (0.63)                | 18 (0.71)                | 11 (0.43)                | 25 (0.98)                | 44 (1.73)                | 54 (2.13)                | 46 (1.81)                | 39 (1.54)                | 39 (1.54)                | 39 (1.54)                | 25 (0.98)                | 370 (14.57)              |
|                                    |                          |                          |                          |                          |                          |                          |                          |                          |                          |                          |                          |                          |                          |

### Geologia
Tot i que el paisatge va ser afectat històricament per la capa de gel que prové des del període quaternari dels últims 2,5 milions d'anys, gran part del terreny va ser afectat de forma moderada per l'erosió de la capa de gel, excepte a les valls principals. Fins i tot aquestes valls, que inclouen Sjodalen i Ottadalen, tenen un origen pre-quaternari i van ser modelades originalment per erosió fluvial i no tant per erosió glacial. La gran quantitat de llacs en aquesta zona manifesta la seva història glacial; tot i que és una història molt més limitada que en els impressionants fiords de l'oest de Noruga.
Aquesta limitada erosió glacial també indica que Vågå va tenir una limitada erosió glacial durant l'últim període glacial. S'han trobat diverses restes de mamuts que provenen d'una era anterior a l'últim màxim glacial (UMG). Aquestes restes funcionen com a evidència de la naturalesa conservadora de l'UMG en aquesta regió.

## Història
Vågå és esmentada en les Heimskringla (Les cròniques dels reis de Noruega) de Snorri Sturluson. L'antiga saga nòrdica (Conversió de Dale-Gudbrand) narra que després que el rei Olaf es va quedar diverses nits a Lesja, va continuar el seu camí cap al sud a través de les terres altes fins a Ottadal i per la bella vila que es trobava a la riba del riu Otta. El rei Olaf es va quedar allà cinc dies i va convocar als residents de Vågå, Lom, i Heidal a una reunió (thing). Allà se'ls va recomanar que es convertissin al cristianisme i que donessin als seus fills com a ostatges, o que presenciessin com cremaven els seus habitatges. Molts d'ells van acatar les seves demandes.
L'església stavkirke de Vågå és la segona església d'aquest tipus més antiga del país. Es va construir al voltant del 1500 i va ser dedicada originalment a Sant Pere. Es va convertir en una església cruciforme el 1625. El portal tallat i les parets de fusta són originals. La pila baptismal és de l'església original i es pot veure també un crucifix gòtic del segle xiii.
El 1130, Ivar Gjesling va ser el primer amo conegut de Sandbu (al nord de Vågåmo) a Vågå. Ell també era el lendmann del rei Magne IV pels opplands. El personatge de ficció creat per Sigrid Undset, Lady Ragnfrid, que era esposa de Lavrans, tot i que va ser creat com Gjesling de Sandbu. Ivar Gjesling es va aliar amb els Birchlegs (Birkebeinerne), qui va designar a Sverre com el seu rei a Øreting el 1177. Sverre li va atorgar la vall de Heidal com a recompensa.
Els grangers de Vågå van participar en un reeixit atac a les forces mercenàries escoceses que es dirigien al seu territori per unir-se a les forces sueques el 1612. Les llegendes de la batalla de Kringen continuen vives avui en dia, inclosa la història de com la camperola Prillar-Guri va guiar als escocesos cap a una emboscada en tocar la tradicional banya de moltó.

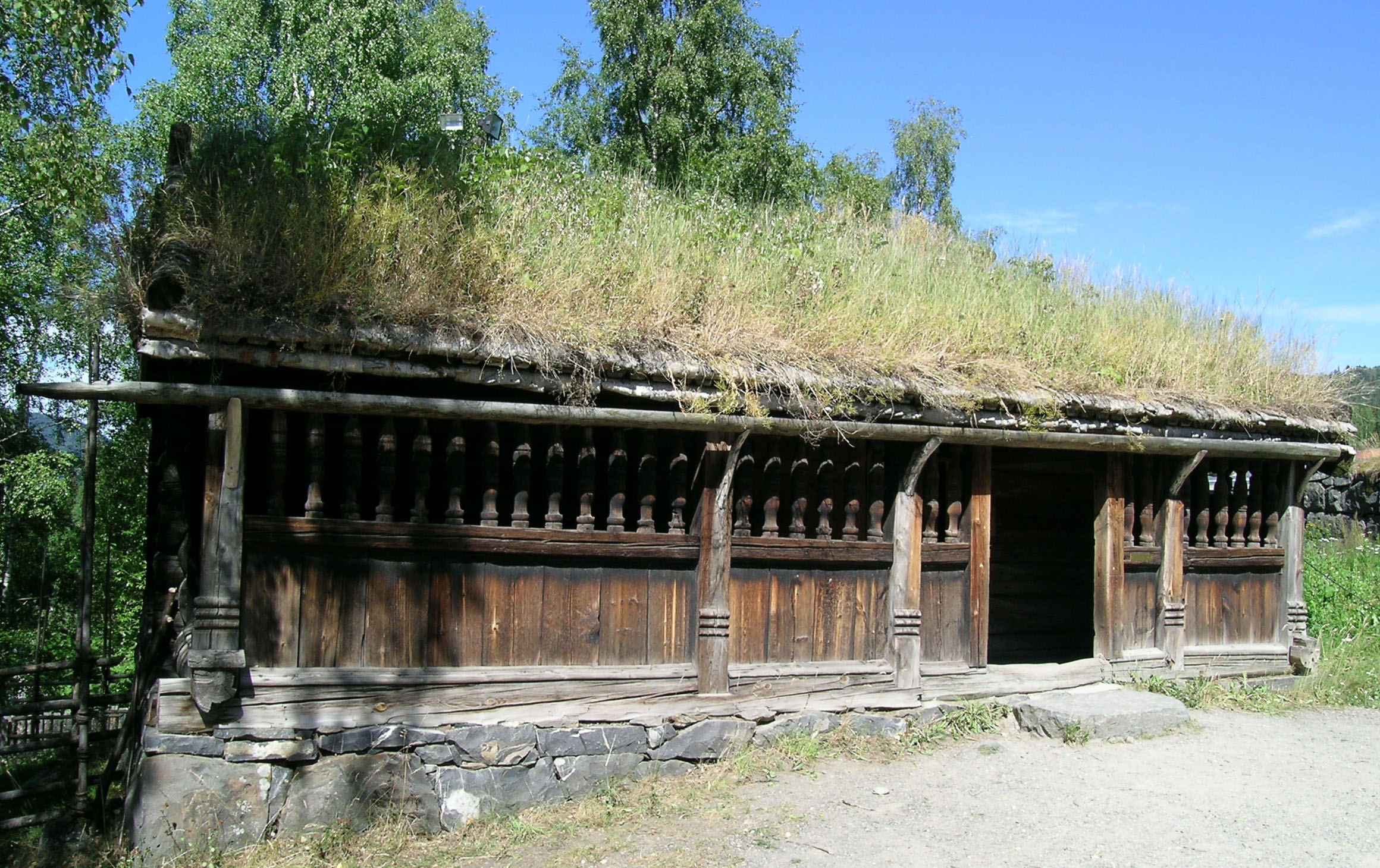
Årestue (cambra de cor obert) de Tolstadskriden, Vågå, Oppland.

El 1814, Cristià Federic va cridar a Ole Paulsson Haagenstad (1775-1866) per planificar la defensa de Gudbrandsdal en cas que hi hagués un atac suec.
Årestue (quart de cor obert) de Tolstadskriden, Vågå, Oppland.
Més de 150 cases del municipi han estat declarades llocs històrics.

## Política
El batlle és elegit pel consell municipal. Des del 1946, tots els batlles, amb excepció de dos d'ells, han estat representants del Partit Laborista. Els únics dos que no pertanyien a aquest Partit van ser Ona O. Kleiven i Kari Hølmo Holen, ambdós del Partit de Centre.

### El cas d'Øygard
Les últimes eleccions es van realitzar al setembre de 2011, en les quals Rune Øygard va ser reelegit com a batlle després d'haver complert aquesta funció des del 1995. La seva reelecció per part del consell municipal va ser polèmica tja que ell es trobava sota investigació policial per un suposat abús sexual infantil. Es va conèixer aquest cas com el cas d'Øygard o algunes vegades també com el cas Vågå. Se li va atorgar a Øygard llibertat temporal després d'haver estat acusat. Iselin Jonassen (Partit Laborista) va prendre el seu lloc com a batllessa el 8 de maig de 2012. Després que fos declarat culpable i sentenciat a quatre anys de presó, Rune Øygard va renunciar al seu lloc de batlle. La seva renúncia va ser aprovada pel consell municipal el 18 de desembre de 2012 i va entrar en vigor immediatament.

## Fills il·lustres
- Benjamin Blessum (1877-1954), pintor i il·lustrador noruec-estatunidenc.
- Ivar Kleiven (1854-1934), historiador local.
- Kristian Prestgard (1866-1946), editor del Decorah-Posten.
- Ragnvald Skrede (1904-1983), poeta.
- Edvard Storm (1749-1794), poeta.

## Ciutats agermanades
Les següents són ciutats germanes amb Vågå:
- - Tierps, Comtat d'Uppsala, Suècia